# Karl Gölsdorf
Karl Gölsdorf (8 de junio de 1861 - 18 de marzo de 1916) fue un ingeniero austriaco, especializado en locomotoras de vapor. Es conocido por haber ideado el sistema de ejes Gölsdorf, un sistema de ejes acoplados deslizantes que permitió evitar la necesidad de construir locomotoras de vapor articuladas. 

## Primeros años
Karl Gölsdorf nació en 1861 en Viena. Su padre, Louis Adolf Gölsdorf, era el ingeniero mecánico jefe del Ferrocarril Imperial y Real del Sur, e introdujo a su hijo desde niño en el mundo del diseño de locomotoras. De 1880 a 1884 asistió a la Escuela Técnica Superior de Viena y completó sus estudios con honores. En 1885 se incorporó a los Talleres de Ingeniería de Viena como ingeniero de diseño, siendo nombrado jefe de montaje de construcción de locomotoras en 1889. El 1 de noviembre de 1891 se unió como ingeniero adjunto a la oficina de diseño del Ferrocarril Estatal de Austria, donde comenzaría a desarrollar sus inventos. 

## Inventos
En 1893 inventó un sistema de arranque efectivo para locomotoras compuestas. Hasta entonces, los sistemas de arranque de locomotoras de uso común en Austria, con sus líneas ferroviarias a veces exigentes, no permitían que los trenes se pusieran en marcha de manera fiable. También gracias a Gölsdorf se impuso la idea práctica de que un mayor paso de caldera en locomotoras de vapor no tenía desventajas reales. Una visita a Inglaterra en 1899 influyó mucho en la forma de sus diseños. 
Gölsdorf se hizo especialmente conocido como resultado de su invención del eje acoplado de deslizamiento radial para locomotoras de vapor, el llamado eje Gölsdorf. La primera máquina equipada con este sistema fue una locomotora de vapor de cuatro ejes acoplados en 1897, la Clase 170. La Clase 180, con cinco ejes acoplados (cuyos ejes primero, tercero y quinto pudieron deslizarse lateralmente en el bastidor), demostró que en casi todos los casos, las locomotoras con bastidores de varias partes y diseños articulados complicados serían superfluas. A partir de ese momento, este tipo de construcción se convirtió en el estándar para las locomotoras pesadas de mercancías. 

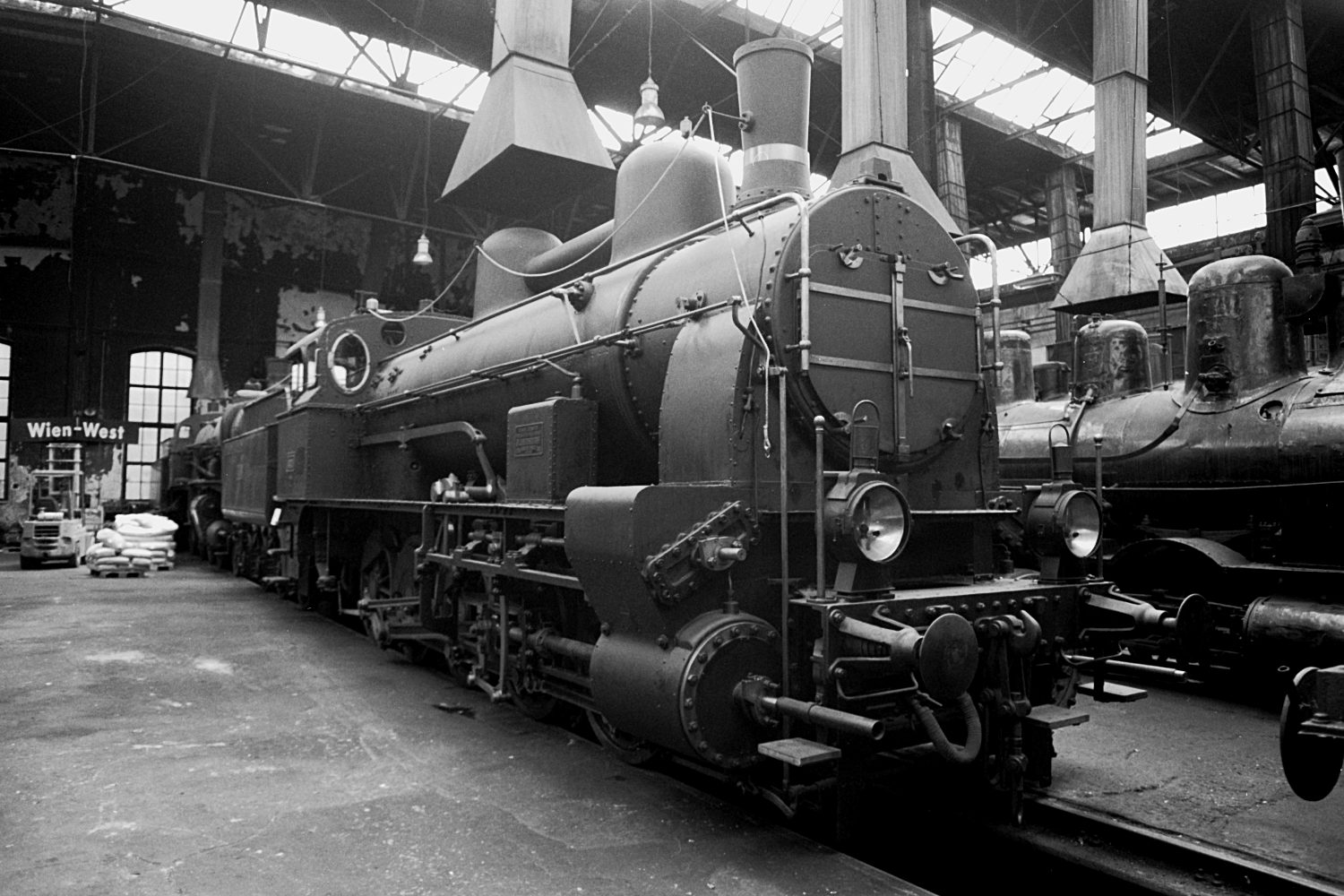
Locomotora 180.01 en el Museo del Ferrocarril de Strasshof

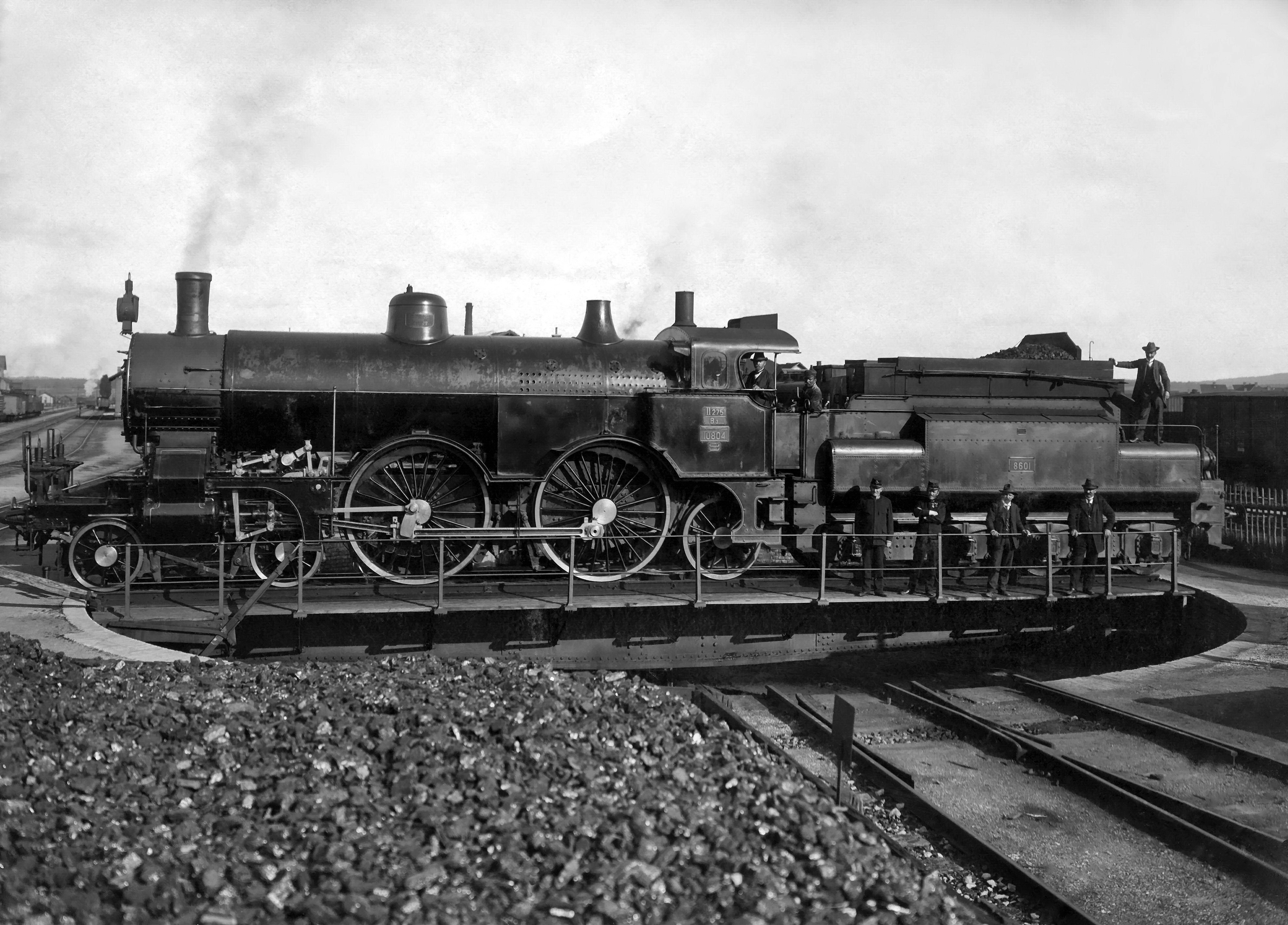
Locomotora Clase 108

De 1893 a 1916, Karl Gölsdorf fue el ingeniero jefe de diseño de los Ferrocarriles Estatales Reales e Imperiales de Austria, y desarrolló 25 clases diferentes de locomotoras de vapor (en 47 variantes) durante su carrera. Entre sus diseños se encontraban tipos tan conocidos como la Clase 30 operada por el Stadtbahn de Viena, las Atlánticas de las clases 108 y 310, y las ÖBB Clase 380 de cinco ejes acoplados. Entre sus diseños 'especiales' notables figuran las locomotoras de ferrocarril de cremallera de la Clase 269 para el Erzbergbahn y las Yv para el Ybbstalbahn de vía estrecha. En 1911, diseñó la primera locomotora con ténder incorporado y seis ejes acoplados.
Karl Gölsdorf utilizó continuamente las nuevas tecnologías de cada época. Su máquina Clase 310 de 1911, una locomotora exprés de tres ejes acoplados con un motor compuesto sobrecalentado de cuatro cilindros, fue una de las más elegantes de su época, y desde la restauración de la No. 310.23 en 1986, es actualmente la máquina más conocida del ingeniero de diseño austriaco.
Como resultado de sus inventos, en 1910 se le nombró Doctor en Ingeniería por la Universidad Técnica de Hannover. En 1913 fue nombrado jefe de departamento. Era un miembro activo de la Unión Alemana de Administraciones Ferroviarias y también aportó su experiencia como coeditor de la publicación Eisenbahntechnik der Gegenwart (Tecnología Ferroviaria Hoy). Su colección de fotografías relacionadas con el tema hoy es propiedad del Deutsches Museum.

## Muerte
Karl Gölsdorf murió inesperadamente el 18 de marzo de 1916 en Wolfsbergkogel mientras permanecía en Semmering, Austria, de una infección aguda de garganta y no, como se informó incorrectamente en los medios en ese momento, de las consecuencias de un accidente con una locomotora. 

## Citas
- La frase de que "no se puede ahorrar una tonelada de peso en una locomotora - pero se puede ahorrar un kilo en mil lugares" (Man kann nicht an einer Lokomotive Eine tonelada Gewicht einsparen - Wohl aber un tausend Stellen ein Kilo) se atribuye a Gölsdorf.

## Locomotoras preservadas
- Se conservan dos unidades de la magnífica locomotora Clase 310 de Gölsdorf, una de los cuales está operativa. La máquina 310.23 es propiedad y está operada por el Museo del Ferrocarril Strasshoff.